# ثمار (ابنة داود)
تمار [a] شخصية موصوفة في صموئيل الثاني في الكتاب المقدس العبري. في السرد التوراتي، هي ابنة الملك داود، وأخت أبشالوم. في صموئيل الثاني أصحاح الثالث عشر، تم اغتصابها من قبل أخوها غير الشقيق أمنون.

## سرد الكتاب المقدس
تمار هي ابنة الملك داود ومعكة، وهي ابنة تلماي ملك جشور. كان أبشالوم أخوها وأمنون أخوها غير الشقيق.
في السرد، أصبح أمنون مهووس بثامار، وقيل إنها جميلة مثل أخيها أبشالوم. نصحه صديقه عمّان وابن عمه جوناداب بالتظاهر بأنه مريض ليطلب من تامار إعداد طعامه. وفعل ذلك، وبينما كانت هناك، طلب منها أمنون ممارسة الجنس معه. قالت لا بشكل متكرر، ولكن بما أنه كان أقوى منها، اغتصبها.
بعد الاغتصاب، عاملها أمنون باحتقار وأرسلها إلى منزلها، كرهها أكثر مما أحبها. عبرت ثامار عن حزنها بتمزيق رداءها وتلطيخ جبينها بالرماد. [1] ذهبت إلى أبشالوم، الذي حاولت تهدئتها وأخذها إلى منزله حيث بقيت مهجورة. عندما سمع داود عن اغتصابها، غضب ولم يفعل شيئًا. [2] قتل أبشالوم أمنون بعد ذلك بعامين [3] ثم هرب إلى جشور. [4]

## مناقشة علمية
يعزو مايكل د. كوجان وضع اغتصاب رواية تمار، بعد فترة وجيزة من سرد بثشبا، كطريقة للراوي للمقارنة بين أمنون وديفيد. كما أخطأ داود بثشبا، كذلك أخطأ أمنون تمار، «مثل الأب مثل الابن». [5] ومع ذلك، فإن مارك جراي لا يتفق مع كوجان بشأن هذه النقطة، بحجة أن «اغتصاب تمار هو فعل من هذا النوع من الفظاعة الرهيبة لدرجة أنه تم تمييزه على أنه متميز عن لقاء ديفيد مع بثشبا.»[6]
وصفت ماري ج. إيفانز تامار بأنها «ابنة جميلة مطيعة طيبة القلب تدمرها أسرتها تمامًا.» [7] وبعد الاغتصاب، حاولت أمنون إرسال تمار بعيدًا. أجابت «لا يا أخي؛ لأن هذا الخطأ في إرسالي بعيدًا هو أكبر من الآخر الذي فعلته بي» (2 صموئيل 13: 15-16). يشير هذا الرد إلى سفر التثنية 22:28 الذي ينص على أن الرجل الذي يغتصب عذراء يجب أن يتزوجها.
في القانون التوراتي، كان من غير القانوني لرجل أن الجماع مع أخته. يقول Coogan أنه وفقًا للكتاب المقدس، كان من الممكن لأمنون أن يتزوج من تمار (الكتاب المقدس غير متماسك بشأن حظر سفاح المحارم). [8] يقترح Kyle McCarter إما أن القوانين ليست سارية في هذا الوقت أو سيتم تجاهلها بواسطة ديفيد، أو أنها لا تنطبق على الأسرة المالكة. [9]
يصف كوجان، في قسمه الخاص بالنساء في صموئيل الثاني، تامار بأنه «شخصية غير فاعلة» تُروى قصته «روايات كبيرة». يشير كوجان أيضًا إلى شدة الصورة في نهاية القصة السردية التي تُترك فيها تامار «امرأة مقفرة في منزل شقيقها أبشالوم» (2 صموئيل 13:20). تهدف هذه الآية عن تمار إلى جعل القارئ يشعر بالرحمة والشفقة عليها. [5]
يقول أدريان بليدشتاين إن وصف تمار بأنها ترتدي «رداءًا غنيًا بالزخارف» قد يكون المقصود منه الإشارة إلى أنها كانت كاهنة أو مترجمة للأحلام، مثل جوزيف مع معطفه ذو الألوان المتعددة. [10]

### نقد نسوي لـصموئيل الثاني الأصحاح الثالث عشر
أمضى الباحثون النسائيون وقتًا في استكشاف شخصية تمار وعلاقاتها بأفراد أسرتها الذكور وتجربتها في الاغتصاب.
في صرخة تمار: العنف ضد المرأة ورد الكنيسة، تجادل الكاهنة الأسقفية باميلا كوبر وايت بأن قصة تمار تحمل رسالة مباشرة إلى الكنيسة في ردها على العنف ضد المرأة. يتم سرد قصة اغتصاب تمار على أيدي شقيقها مع التركيز على الأدوار الذكورية للقصة: ديفيد، أمنون، وأبشالوم. «حتى شدة إهانة تمار تُستخلص لغرض أساسي هو تبرير قتل أبشالوم لاحقًا لأمنون، وليس من أجلها» (ص 5).
من خلال التركيز على قصة تمار، بدلاً من التركيز على الرجال، تذكّر كوبر وايت القراء بأن الدرس يجب أن يأتي من الضحية الحقيقية: الأنثى التي تعرضت للاغتصاب، وليس الرجال المتبقين للتعامل مع الموقف. إنها تؤكد على «القوة داخل» بدلاً من «السلطة عبر». مع «انتقال السلطة»، ترتبط قوة الفرد بعدد المخلوقات التي يملكها الفرد. تمار، مع ذلك، توضح «القوة الداخلية»، أو en-theos (God-inside)، من خلال مقاومتها قدر الإمكان لهجوم أمنون والإبعاد اللاحق لها.
خلال كتابها، تتناول كوبر وايت أنواع العنف المختلفة التي تواجهها النساء في كثير من الأحيان، وتنتقد بشدة استجابة الكنيسة لمغفرة مرتكبيها على حساب الضحية. وخلصت إلى أن الدرس المستفاد من تمار هو أنه يجب تمكين النساء، والنساء الضحايا، داخل أنفسهن بدعم كامل من الكنيسة المسيحية. [11]
تخصص الناقدة الأدبية النسوية فيليس تريبل فصلاً في كتابها، نصوص الإرهاب: قراءات أدبية - نسوية للسرد التوراتي، لاغتصاب تامار، أو ما تسميه «الاغتصاب الملكي للحكمة». تقدم تريبل نقدًا أدبيًا شاملاً للنص، مع إبراز الأنماط التي تكرر الصراع على السلطة بين الشخصيات وضعف تامار، الأنثى الوحيدة في السرد.
تجادل تريبل، على سبيل المثال، أنه عندما تُمنح تامار أخيرًا صوتًا (وهي عاجزة عن الكلام في أول 11 آية من السرد)، «تلمح الراوي إلى عجزها عن طريق تجنب اسمها». (ص 46). كلمات يوناداب وأمنون وأبشالوم وديفيد يتم تقديمها باستمرار من خلال الاسم الصحيح لكل منها. ومع ذلك، في المرة الأولى التي تتحدث فيها تامار عن الراوي يجهزها بشكل سلبي، باستخدام الضمير «هي». تقول تريبل إن «هذا الاختلاف الدقيق يشير إلى محنة الأنثى» (ص 46).
لا تركز تريبل فقط على محنة تمار، بل تركز أيضًا على حكمتها الواضحة وعينها للعدالة. تشير إلى طلب ثامار بأن أمنون ببساطة «التحدث إلى الملك، لأنه لن يمنع (تمار) من (أمنون)» (13:13). تقول تريبل إن «كلماتها صادقة ومؤثرة؛ إنها تعترف بالعبودية الأنثوية» (ص 45). أي أن تمار حكيمة في مكانها في العالم وترغب في العمل فيه. حتى بعد أن اغتصبتها أمنون بعنف، فإنها تواصل المطالبة بالعدالة والنظام الصحيح، دون أن تترك الغضب يدين حكمها (ص 46). [12]